# Harry Stradling
Henry A. Stradling (Newark, 1 de septiembre de 1901 – Los Ángeles, California, 4 de febrero de 1970) fue un director de fotografía con más de 130 películas en su filmografía. Su tío Walter Stradling, su hijo Harry Stradling Jr. y su nieto Gerald Perry Finnerman también fueron cinematógrafos.

## Biografía
Stradling nació en Newark (Nueva Jersey) (algunas fuentes sugieren Nesen, Alemania, o Inglaterra), sobrino del cameraman Walter Stradling (muerto en 1918) que había trabajado con Mary Pickford. Confinado a dos carretes en Hollywood, se fue a Francia y Alemania a principios de la década de 1930. Allí trabajó en los films de  Jacques Feyder, El gran juego (1934), La kermesse heroica (1935), Die Klugen Frauen (1936) y La condesa Alexandra (1937), su primer trabajo con el productor Alexander Korda en Inglaterra. Otros títulos de su etapa británica fueron Action for Slander (1937), El divorcio de la señorita X (1938), South Riding, La ciudadela (1938), Pigmalión (1938), El león tiene alas, La posada de Jamaica (1939), Ondas misteriosas (1939).
Stradling se trasladó a los Estados Unidos al principio de la Segunda Guerra Mundial. Alfred Hitchcock lo eligió para Matrimonio original (1941) y Sospecha (1941). A lo largo de su carrera fotografió a estrellas como Marlene Dietrich, Vivien Leigh, Katharine Hepburn, Audrey Hepburn, Jean Simmons, Esther Williams, Lucille Ball, Hedy Lamarr, Rosalind Russell, Kim Novak, Judy Garland y Barbra Streisand.
Sus últimas películas tuvieron como protagonista a Barbra Streisand, incluida la oscarizada Funny Girl. Stradling murió en Hollywood durante el rodaje de La gatita y el búho.

## Filmografía selecta
| Año  | Título en español             | Título original                    | Director                                       |
| ---- | ----------------------------- | ---------------------------------- | ---------------------------------------------- |
| 1922 |                               | How Women Love                     | Kenneth S. Webb                                |
| 1925 |                               | Share and Share Alike              | Whitman Bennett                                |
| 1927 |                               | Burnt Fingers                      | Maurice Campbell                               |
| 1933 | Melodía de arrabal            | Suburban Melody                    | Louis J. Gasnier                               |
| 1934 | El gran juego                 | Le Grand Jeu                       | Jacques Feyder                                 |
| 1935 | La kermesse heroica           | La Kermesse héroïque               | Jacques Feyder                                 |
| 1937 |                               | South Riding                       | Victor Saville                                 |
| 1937 |                               | Action for Slander                 | Tim Whelan, Victor Saville                     |
| 1937 | La mujer enigma               | Dark Journey                       | Victor Saville                                 |
| 1937 | La condesa Alexandra          | Knight Without Armour              | Jacques Feyder                                 |
| 1938 | El divorcio de la señorita X  | The Divorce of Lady X              | Tim Whelan                                     |
| 1938 | Pygmalion                     | Pygmalion                          | Anthony Asquith, Leslie Howard                 |
| 1938 | La ciudadela                  | The Citadel                        | King Vidor                                     |
| 1939 | La posada de Jamaica          | Jamaica Inn                        | Alfred Hitchcock                               |
| 1940 |                               | My Son, My Son!                    | Charles Vidor                                  |
| 1940 | Sabían lo que querían         | They Knew What They Wanted         | Garson Kanin                                   |
| 1941 | Matrimonio original           | Mr. & Mrs. Smith                   | Alfred Hitchcock                               |
| 1941 | Sospecha                      | Suspicion                          | Alfred Hitchcock                               |
| 1941 | El diablo burlado             | The Devil and Miss Jones           | Sam Wood                                       |
| 1942 | Her Cardboard Lover           | Her Cardboard Lover                | George Cukor                                   |
| 1943 | La comedia humana             | The Human Comedy                   | Clarence Brown                                 |
| 1945 | El retrato de Dorian Gray     | The Picture of Dorian Gray         | Albert Lewin                                   |
| 1946 | Que siga la boda              | Easy to Wed                        | Edward Buzzell, Buster Keaton, Edward Sedgwick |
| 1948 | Desfile de Pascua             | Easter Parade                      | Charles Walters                                |
| 1948 | Letra y música                | Words and Music                    | Norman Taurog                                  |
| 1948 | El pirata                     | The Pirate                         | Vincente Minnelli                              |
| 1949 | Vuelve a mí                   | The Barkleys of Broadway           | Charles Walters                                |
| 1949 | En aquel viejo verano         | In the Good Old Summertime         | Robert Z. Leonard, Buster Keaton               |
| 1950 | Nube de sangre                | Edge of Doom                       | Mark Robson                                    |
| 1951 | No quiero decirte adiós       | I Want You                         | Mark Robson                                    |
| 1951 | Un tranvía llamado Deseo      | A Streetcar Named Desire           | Elia Kazan                                     |
| 1952 | Cara de ángel                 | Angel Face                         | Otto Preminger                                 |
| 1952 | Androcles y el león           | Androcles and the Lion             | Chester Erskine                                |
| 1952 | El fabuloso Andersen          | Hans Christian Andersen            | Charles Vidor                                  |
| 1953 | Un león en las calles         | A Lion Is in the Streets           | Raoul Walsh                                    |
| 1954 | Johnny Guitar                 | Johnny Guitar                      | Nicholas Ray                                   |
| 1955 | Ellos y ellas                 | Guys and Dolls                     | Joseph L. Mankiewicz                           |
| 1956 | La historia de Eddy Duchin    | The Eddy Duchin Story              | George Sidney                                  |
| 1957 | Juego de pijamas              | The Pajama Game                    | George Abbott, Stanley Donen                   |
| 1957 | Un rostro en la multitud      | A Face in the Crowd                | Elia Kazan                                     |
| 1958 | Tía y mamá                    | Auntie Mame                        | Morton da Costa                                |
| 1958 | Nací para ti                  | Marjorie Morningstar               | Irving Rapper                                  |
| 1959 | En una isla tranquila al sur  | A Summer Place                     | Delmer Daves                                   |
| 1959 | La ciudad frente a mí         | The Young Philadelphians           | Vincent Sherman                                |
| 1960 | En la escalera oscura         | The Dark at the Top of the Stairs  | Delbert Mann                                   |
| 1961 | A Majority of One             | A Majority of One                  | Mervyn LeRoy                                   |
| 1962 | La reina del vaudeville       | Gypsy                              | Mervyn LeRoy                                   |
| 1964 | My Fair Lady                  | My Fair Lady                       | George Cukor                                   |
| 1965 | Cómo matar a la propia esposa | How to Murder Your Wife            | Richard Quine                                  |
| 1966 | Apartamento para tres         | Walk Don't Run                     | Charles Walters                                |
| 1968 | Funny Girl                    | Funny Girl                         | William Wyler                                  |
| 1969 | Hello, Dolly!                 | Hello, Dolly!                      | Gene Kelly                                     |
| 1970 | Vuelve a mi lado              | On a Clear Day You Can See Forever | Vincente Minnelli                              |
| 1970 | La gatita y el búho           | The Owl and the Pussycat           | Herbert Ross                                   |

## Premios y distinciones
Premios Óscar
| Año  | Categoría                          | Película                   | Resultado |
| ---- | ---------------------------------- | -------------------------- | --------- |
| 1944 | Mejor fotografía en blanco y negro | La comedia humana          | Nominado  |
| 1946 | Mejor fotografía en blanco y negro | El retrato de Dorian Gray  | Ganador   |
| 1950 | Mejor fotografía en color          | Vuelve a mí                | Nominado  |
| 1952 | Mejor fotografía en blanco y negro | Un tranvía llamado Deseo   | Nominado  |
| 1953 | Mejor fotografía en blanco y negro | El fabuloso Andersen       | Nominado  |
| 1956 | Mejor fotografía - Color           | Ellos y ellas              | Nominado  |
| 1957 | Mejor fotografía en color          | La historia de Eddy Duchin | Nominado  |
| 1959 | Mejor fotografía en Color          | Tía y mamá                 | Nominado  |
| 1960 | Mejor fotografía en Blanco y negro | La ciudad frente a mí      | Nominado  |
| 1961 | Mejor fotografía - Blanco y negro  | A Majority of One          | Nominado  |
| 1963 | Mejor fotografía en Blanco y negro | La reina del vaudeville    | Nominado  |
| 1965 | Mejor fotografía en Color          | My Fair Lady               | Ganador   |
| 1969 | Mejor fotografía                   | Hello, Dolly!              | Nominado  |
| 1974 | Mejor fotografía                   | Tal como éramos            | Nominado  |